# جين ووكر
جين ووكر (بالإنجليزية: Gene Walker)‏ هو متسابق دراجات نارية أمريكي، ولد في 7 يونيو 1893 في برمنغهام في الولايات المتحدة، وتوفي في 21 يونيو 1924 في سترودسبورغ في الولايات المتحدة.